# باشگاه فوتسال تای سون نام
باشگاه فوتسال تای سون نام (به ویتنامی: Câu lạc bộ futsal Thái Sơn Nam; Thai Son Nam Futsal Club) یک باشگاه فوتسال ویتنام است. این تیم قهرمان فعلی لیگ ملی فوتسال ویتنام و موفق‌ترین باشگاه فوتسال ویتنام است.
تای سون نام اف سی نیز یکی از قوی‌ترین تیم‌های آسیا است که در سال ۲۰۱۸ به فینال قهرمانی فوتسال باشگاه‌های آسیا راه یافته و سه مدال برنز در سال‌های ۲۰۱۵، ۲۰۱۷ و ۲۰۱۹ کسب کرده است.

## افتخارات

### لیگ
- لیگ ملی فوتسال ویتنام
  -  برندگان (۸): ۲۰۱۰, ۲۰۱۳, ۲۰۱۴, ۲۰۱۶, ۲۰۱۷, ۲۰۱۸, ۲۰۱۹, ۲۰۲۰
  -  نایب قهرمانی (۲): ۲۰۱۱, ۲۰۱۲
  -  مقام سوم (۱): ۲۰۱۵

### جام حذفی
- جام ملی فوتسال ویتنام
  -  قهرمانی‌ها (۴): ۲۰۱۶, ۲۰۱۷, ۲۰۱۸, ۲۰۲۰
- Ho Chi Minh City Futsal Cup
  -  قهرمانی‌ها (۴): ۲۰۱۵, ۲۰۱۷, ۲۰۱۸, ۲۰۱۹
  -  نایب قهرمانی (۱): ۲۰۱۴
  -  مقام سوم (۱): ۲۰۱۶

### بین‌المللی
- لیگ قهرمانان فوتسال آسیا
  -  نایب قهرمانی (۱): ۲۰۱۸
  -  مقام سوم (۳): ۲۰۱۵, ۲۰۱۷, ۲۰۱۹
- AFF Futsal Club Championship
  -  نایب قهرمانی (۱): ۲۰۱۶

## حضورها درلیگ قهرمانان فوتسال آسیا
- لیگ قهرمانان فوتسال آسیا ۲۰۱۲ — مرحله گروهی
- لیگ قهرمانان فوتسال آسیا ۲۰۱۳ — مرحله گروهی
- لیگ قهرمانان فوتسال آسیا ۲۰۱۵ —  مقام سوم
- لیگ قهرمانان فوتسال آسیا ۲۰۱۷ —  مقام سوم
- لیگ قهرمانان فوتسال آسیا ۲۰۱۸ —  نایب قهرمانی
- لیگ قهرمانان فوتسال آسیا ۲۰۱۹ —  مقام سوم

## حامی مالی
| دوره        | تولیدکننده لباس | اسپانسر پیراهن |
| ----------- | --------------- | -------------- |
| ۲۰۱۶–۲۰۱۸   | جوما            | گروه ال‌اس      |
| ۲۰۱۸–تاکنون | میزونو          | گروه ال‌اس      |

## نتایج بین‌المللی
| فصل                           | رقابت                        | مرحله         | کشور              | رقیب                                 | نتیجه                            | ورزشگاه    |
| ----------------------------- | ---------------------------- | ------------- | ----------------- | ------------------------------------ | -------------------------------- | ---------- |
| لیگ قهرمانان فوتسال آسیا ۲۰۱۲ | لیگ قهرمانان فوتسال آسیا     | دور مقدماتی   | استرالیا          | Maccabi Hakoah                       | ۱–۰                              | هوشی‌مین    |
| لیگ قهرمانان فوتسال آسیا ۲۰۱۲ | لیگ قهرمانان فوتسال آسیا     | دور مقدماتی   | چین               | Guangzhou Baiyunshan                 | ۳–۱                              | هوشی‌مین    |
| لیگ قهرمانان فوتسال آسیا ۲۰۱۲ | لیگ قهرمانان فوتسال آسیا     | دور مقدماتی   | اندونزی           | Pelindo FC                           | ۲–۱                              | هوشی‌مین    |
| لیگ قهرمانان فوتسال آسیا ۲۰۱۲ | لیگ قهرمانان فوتسال آسیا     | دور مقدماتی   | تایلند            | Chonburi Bluewave                    | ۰–۱                              | هوشی‌مین    |
| لیگ قهرمانان فوتسال آسیا ۲۰۱۲ | لیگ قهرمانان فوتسال آسیا     | مرحله گروهی   | ایران             | باشگاه فوتسال گیتی‌پسند اصفهان        | ۰–۸                              | کویت (شهر) |
| لیگ قهرمانان فوتسال آسیا ۲۰۱۲ | لیگ قهرمانان فوتسال آسیا     | مرحله گروهی   | کویت              | باشگاه فوتبال الیرموک کویت           | ۰–۶                              | شهر کویت   |
| لیگ قهرمانان فوتسال آسیا ۲۰۱۲ | لیگ قهرمانان فوتسال آسیا     | مرحله گروهی   | قطر               | Al Rayyan                            | ۲–۲                              | شهر کویت   |
| لیگ قهرمانان فوتسال آسیا ۲۰۱۳ | لیگ قهرمانان فوتسال آسیا     | دور مقدماتی   | استرالیا          | Dural Warriors                       | ۶–۲                              | شاه عالم   |
| لیگ قهرمانان فوتسال آسیا ۲۰۱۳ | لیگ قهرمانان فوتسال آسیا     | دور مقدماتی   | اندونزی           | Pelindo FC                           | ۲–۲                              | شاه عالم   |
| لیگ قهرمانان فوتسال آسیا ۲۰۱۳ | لیگ قهرمانان فوتسال آسیا     | دور مقدماتی   | چین               | Shenzhen Nanling                     | ۲–۴ (وقت اضافه)                  | شاه عالم   |
| لیگ قهرمانان فوتسال آسیا ۲۰۱۳ | لیگ قهرمانان فوتسال آسیا     | دور مقدماتی   | استرالیا          | Dural Warriors                       | ۶–۳                              | شاه عالم   |
| لیگ قهرمانان فوتسال آسیا ۲۰۱۳ | لیگ قهرمانان فوتسال آسیا     | مرحله گروهی   | چین               | Shenzhen Nanling                     | ۲–۲                              | ناگویا     |
| لیگ قهرمانان فوتسال آسیا ۲۰۱۳ | لیگ قهرمانان فوتسال آسیا     | مرحله گروهی   | ژاپن              | باشگاه فوتسال ناگویا اقیانوس ژاپن    | ۲–۷                              | ناگویا     |
| لیگ قهرمانان فوتسال آسیا ۲۰۱۳ | لیگ قهرمانان فوتسال آسیا     | مرحله گروهی   | لبنان             | Al Sadaka                            | ۱–۶                              | ناگویا     |
| لیگ قهرمانان فوتسال آسیا ۲۰۱۵ | لیگ قهرمانان فوتسال آسیا     | مرحله گروهی   | چین               | Shenzhen Nanling                     | ۵–۱                              | اصفهان     |
| لیگ قهرمانان فوتسال آسیا ۲۰۱۵ | لیگ قهرمانان فوتسال آسیا     | مرحله گروهی   | لبنان             | Bank of Beirut                       | ۳–۳                              | اصفهان     |
| لیگ قهرمانان فوتسال آسیا ۲۰۱۵ | لیگ قهرمانان فوتسال آسیا     | یک‌چهارم نهایی | قطر               | Al Rayyan                            | ۲–۱                              | اصفهان     |
| لیگ قهرمانان فوتسال آسیا ۲۰۱۵ | لیگ قهرمانان فوتسال آسیا     | نیمه نهایی    | کویت              | باشگاه ورزشی القادسیه کویت           | ۳–۳ (ضربات پنالتی (فوتبال). ۱–۲) | اصفهان     |
| لیگ قهرمانان فوتسال آسیا ۲۰۱۵ | لیگ قهرمانان فوتسال آسیا     | مقام سوم      | عراق              | Naft Al-Wasat                        | ۷–۳                              | اصفهان     |
| ۲۰۱۶                          | AFF Futsal Club Championship | مرحله گروهی   | لائوس             | Lanexang United                      | ۱۴–۴                             | نایپیداو   |
| ۲۰۱۶                          | AFF Futsal Club Championship | مرحله گروهی   | تایلند            | Thai Port                            | ۰–۴                              | نایپیداو   |
| ۲۰۱۶                          | AFF Futsal Club Championship | مرحله گروهی   | اندونزی           | Black Steel Manokwari                | ۷–۲                              | نایپیداو   |
| ۲۰۱۶                          | AFF Futsal Club Championship | مرحله گروهی   | میانمار           | MIC                                  | ۴–۱                              | نایپیداو   |
| ۲۰۱۶                          | AFF Futsal Club Championship | نهایی         | تایلند            | Thai Port                            | ۳–۴                              | نایپیداو   |
| لیگ قهرمانان فوتسال آسیا ۲۰۱۷ | لیگ قهرمانان فوتسال آسیا     | مرحله گروهی   | قرقیزستان         | Osh EREM                             | ۴–۵                              | هوشی‌مین    |
| لیگ قهرمانان فوتسال آسیا ۲۰۱۷ | لیگ قهرمانان فوتسال آسیا     | مرحله گروهی   | استرالیا          | Vic Vipers                           | ۹–۲                              | هوشی‌مین    |
| لیگ قهرمانان فوتسال آسیا ۲۰۱۷ | لیگ قهرمانان فوتسال آسیا     | مرحله گروهی   | امارات متحده عربی | باشگاه فوتبال الظفره                 | ۲–۰                              | هوشی‌مین    |
| لیگ قهرمانان فوتسال آسیا ۲۰۱۷ | لیگ قهرمانان فوتسال آسیا     | یک‌چهارم نهایی | عراق              | Naft Al-Wasat                        | ۴–۰                              | هوشی‌مین    |
| لیگ قهرمانان فوتسال آسیا ۲۰۱۷ | لیگ قهرمانان فوتسال آسیا     | نیمه نهایی    | تایلند            | Chonburi Bluewave                    | ۰–۶                              | هوشی‌مین    |
| لیگ قهرمانان فوتسال آسیا ۲۰۱۷ | لیگ قهرمانان فوتسال آسیا     | مقام سوم      | قطر               | Al Rayyan                            | ۶–۱                              | هوشی‌مین    |
| لیگ قهرمانان فوتسال آسیا ۲۰۱۸ | لیگ قهرمانان فوتسال آسیا     | مرحله گروهی   | کره جنوبی         | Jeonju MAG                           | ۱۰–۱                             | یوگیاکارتا |
| لیگ قهرمانان فوتسال آسیا ۲۰۱۸ | لیگ قهرمانان فوتسال آسیا     | مرحله گروهی   | عراق              | Naft Al-Wasat                        | ۳–۴                              | یوگیاکارتا |
| لیگ قهرمانان فوتسال آسیا ۲۰۱۸ | لیگ قهرمانان فوتسال آسیا     | مرحله گروهی   | امارات متحده عربی | باشگاه فوتبال الظفره                 | ۴–۳                              | یوگیاکارتا |
| لیگ قهرمانان فوتسال آسیا ۲۰۱۸ | لیگ قهرمانان فوتسال آسیا     | یک‌چهارم نهایی | ژاپن              | باشگاه فوتسال ناگویا اقیانوس ژاپن    | ۳–۲ (وقت اضافه)                  | یوگیاکارتا |
| لیگ قهرمانان فوتسال آسیا ۲۰۱۸ | لیگ قهرمانان فوتسال آسیا     | نیمه نهایی    | لبنان             | Bank of Beirut                       | ۶–۵                              | یوگیاکارتا |
| لیگ قهرمانان فوتسال آسیا ۲۰۱۸ | لیگ قهرمانان فوتسال آسیا     | Final         | ایران             | باشگاه فرهنگی ورزشی مس سونگون ورزقان | ۲–۴                              | یوگیاکارتا |
| لیگ قهرمانان فوتسال آسیا ۲۰۱۹ | لیگ قهرمانان فوتسال آسیا     | مرحله گروهی   | ازبکستان          | باشگاه فوتبال آلمالیق                | ۴–۱                              | بانکوک     |
| لیگ قهرمانان فوتسال آسیا ۲۰۱۹ | لیگ قهرمانان فوتسال آسیا     | مرحله گروهی   | قطر               | Al Rayyan                            | ۵–۱                              | بانکوک     |
| لیگ قهرمانان فوتسال آسیا ۲۰۱۹ | لیگ قهرمانان فوتسال آسیا     | مرحله گروهی   | عراق              | Naft Al-Wasat                        | ۶–۴                              | بانکوک     |
| لیگ قهرمانان فوتسال آسیا ۲۰۱۹ | لیگ قهرمانان فوتسال آسیا     | یک‌چهارم نهایی | چین               | Shenzhen Nanling                     | ۵–۱                              | بانکوک     |
| لیگ قهرمانان فوتسال آسیا ۲۰۱۹ | لیگ قهرمانان فوتسال آسیا     | نیمه نهایی    | ژاپن              | باشگاه فوتسال ناگویا اقیانوس ژاپن    | ۱–۳                              | بانکوک     |
| لیگ قهرمانان فوتسال آسیا ۲۰۱۹ | لیگ قهرمانان فوتسال آسیا     | مقام سوم      | ازبکستان          | باشگاه فوتبال آلمالیق                | ۶–۴                              | بانکوک     |